# Shaku
De chi (Chinees: 尺, Pinyin: chǐ, Wade: chih) of shaku (Japans: 尺) is een traditionele Chinese en Japanse lengtemaat, ongeveer gelijk aan één voet. De shaku is oorspronkelijk afgeleid uit de natuur: de gemiddelde lengte tussen de knopen op een bamboestengel. In beide gebieden wordt het karakter op dezelfde manier geschreven. De lengtemaat heeft één en dezelfde oorsprong, maar de huidige standaard maat verschilt per land.
De chi of shaku is op te delen in 10 kleinere eenheden, de 寸 (cun in China, sun in Japan). 10 chi of shaku staat gelijk aan een 丈 (zhang in China, jō in Japan).

## Chiin China

### Moderne waarden
In de Volksrepubliek China is de chi sinds 1984 gedefinieerd als exact 1/3 meter (33 1/3 cm). In Hongkong echter staat de eenheid (Kantonees: chek) gelijk aan 0,371475 meter.
In Taiwan, staat de chi gelijk aan de Japanse shaku, d.w.z. 10/33 meter (30 1/3 cm).

### Historische waarden
De studie van vroegere heersers en het gebruik van artefacten waarvan de afmetingen bekend waren in de toenmalige chi heeft wetenschappers in staat gesteld de afmetingen van de chi te bepalen van de 2e eeuw v.Chr. tot de 3e eeuw n.Chr. (van de Qin-dynastie tot de koninkrijken Wu en Wei). De waarde van de chi varieerde tussen 23,1 en 24,3 cm.
Mogelijk gebruikten vroege Chinese astronomen de chi als een maat voor hoeken; moderne analyses van historische archieven wijzen er op dat het mogelijk gelijkstond aan een booggraad.
In de 19e eeuw, varieerde de waarde van de chi, afhankelijk van het deel van het land en het gebruik tussen de 31 en 36 cm.

## Shakuin Japan
Sinds 1891 wordt de Japanse shaku gedefinieerd als 10/33 meter (30 1/3 cm) oftewel 3 1/3 shaku staat gelijk aan één meter.